# Устав Циннендорфа

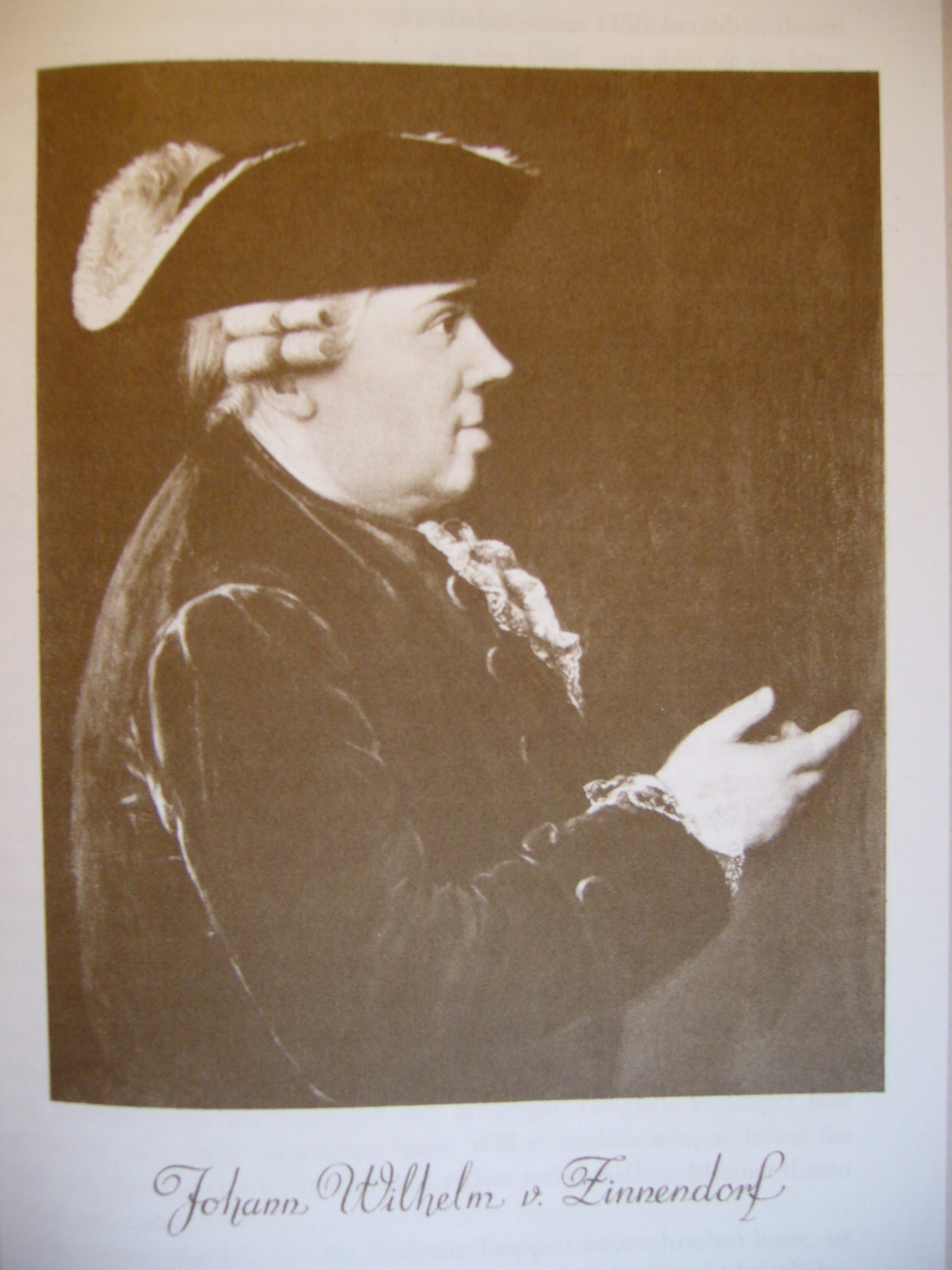
Иоганн Вильгельм Келльнер фон Циннендорф (1731—1782)

Устав Циннендорфа — масонский устав, который практикуется регулярно в Германии, в Великой земельной ложе вольных каменщиков Германии, как основной и единственно возможный. В других великих ложах Германии он не используется. Также Устав Циннендорфа в сочетании со Шведской системой практиковался в России до 1822 года. Этот устав состоит из 11 градусов и является христианизированным масонским уставом, основывающимся на вере в «Иисуса Христа, как описано в Новом Завете».

## История устава
В XVIII веке более 70 % немецких вольных каменщиков использовали для своих работ систему так называемого «Строгого [тамплиерского] соблюдения». Однако к середине века всё более росло недовольство этой системой, малосодержательной, но с исключительно помпезными ритуалами. Среди недовольных был и Карл Вильгельм Келльнер фон Циннендорф, который отправился в Лондон и запросил патент на работы. Однако в связи с тем, что в Берлине уже существовало несколько великих лож, то фон Циннендорфу было в патенте отказано. В 1763 году он пытается получить патент в Стокгольме у Карла Фридриха Эклеффа, но не лично, а через знакомых, и это ему не удалось. 

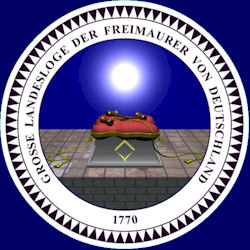
Великая земельная ложа вольных каменщиков Германии

Однако в 1766 году Брату Бауманну удаётся уговорить Эклеффа и 14 сентября он передаёт ему патент и ритуальные акты, а также дозволение на открытие лож, инструкции для мастера ордена, инструкции для капитула и личное письмо фон Циннендофу. Сразу после этого происходит конфликт между великим мастером Строгого соблюдения фон Хундом и фон Циннендорфом, последний покидает Устав строгого соблюдения 16 декабря 1766 года и полностью погружается в основание новой ложи.
К 27 декабря 1770 года 7 иоанновских лож и 1 ложа Св. Андрея основывают Великую земельную ложу вольных каменщиков Германии (ВЗЛВКГ). Сразу же фон Циннендорф начинает попытки установления контактов с Лондоном и 30 ноября 1773 года Великая ложа Англии признаёт ВЗЛВКГ, как единственную великую ложу Германской Империи. Уже 16 июля 1774 года ВЗЛВКГ получает протекционное письмо от Кайзера Фридриха Великого, таким образом обретая королевское покровительство.

## Устав Циннендорфа в России
В начале 1770-х годов альтернативной Елагинской масонской системе лож, стала так называемая «Шведская» (или «Циннендорфова система»), основанная приехавшим в Россию из Берлина в 1771 году бывшим гофмейстером Браунгшвейгского двора П.- Б. Рейхелем. В 1772—1776 годах Рейхель основал несколько лож:
1. Ложа «Аполлона» (Санкт-Петербург),
2. Ложа «Гарпократа» (Санкт-Петербург),
3. Ложа «Аполлона» (Рига),
4. Ложа «Изиды» (Ревель),
5. Ложа «Горусы» (Санкт-Петербург),
6. Ложа «Латоны» (Санкт-Петербург),
7. Ложа «Немезиды» (Санкт-Петербург)
8. Ложа «Озириса» (Санкт-Петербург — Москва).

Елагин и члены его лож относились к новой системе отрицательно и, как видно из протоколов ложи «Урания», не допускали к себе лиц, не отрекшихся от Рейхеля. Однако, сохранить чистоту своей первоначальной системы Елагину не удалось: в итоге он начал работать, кроме прежних трех степеней «Иоанновского масонства», еще в четырех высших рыцарских степенях. В 1775 году в ложу «Астрея» елагинской системы, был принят сразу в третью, мастерскую степень знаменитый Николай Иванович Новиков. В это время собрания масонские происходили уже публично, не возбуждая подозрений. О характере тогдашнего масонства мы знаем из отзывов Новикова. Он говорит, что ложи занимались изучением этики и стремились к самопознанию, сообразно с каждой степенью; но это его не удовлетворяло, хотя он и занимал высшую степень. Новиков и некоторые другие масоны искали другой системы, более глубокой, что и привело к соединению, против воли Елагина, большинства елагинских лож с рейхелевскими. Случилось это в 1776 году, после переговоров между членами елагинских и рейхелевских масонских систем. Ложи объединились в единую систему, и стали называть себя «Соединенные». От 3-го сентября 1776 года они признали себя подчиненными Великой земельной ложе вольных каменщиков Германии в Берлине.

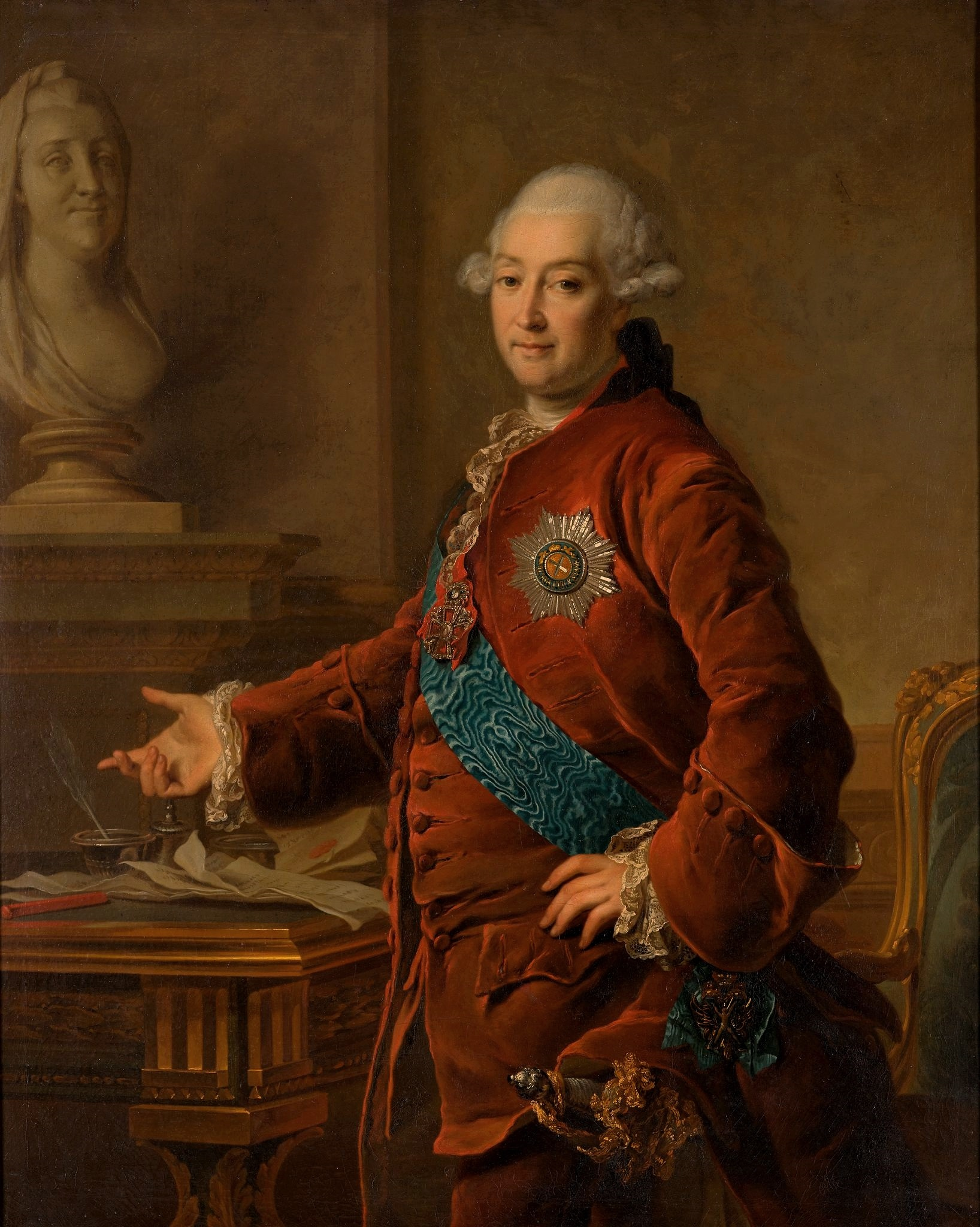
Князь Александр Михайлович Голицын

Кроме прежней елагинской системы, и системы «Соединенных», существовала еще по рейхелевской системе ложа Розенберга-Чаадаева, которая не пожелала соединиться с елагинцами. Главную роль в тогдашнем франкмасонстве в России играл Рейхель, стремившийся удержать русских франкмасонов от тамплиерства или, как его еще называли системы «Строгого соблюдения». Союз Елагина с Рейхелем на время оживил петербургских масонов и теснее связал их с Москвой. Однако, вышедшая в 1775 году книга «О заблуждениях и истине» Луи Клода де Сен-Мартена, имевшего огромное влияние на умы русских масонов того времени, вызвала новое движение среди франкмасонов и стремление завязать более близкие сношения с иностранными ложами. Это произвело раскол в русском франкмасонстве. По совету Рейхеля, многие ложи присоединились, через посредство князя Куракина и князя Гагарина, к Швеции. Сам Рейхель, а также петербургская ложа, где поместным мастером был Новиков, и московская ложа князя Η. Η. Трубецкого остались верны Елагину. Таким образом в России стали существовать две системы: Рейхелевско-елагинская и Шведская (Циннендорфова). В 1777 году приезжал в Петербург шведский король, стоявший вместе со своим братом во главе шведских масонов; он посетил собрания франкмасонов и посвятил в масонство великого князя Павла Петровича.
В 1778 году московская ложа князя Η. Η. Трубецкого присоединилась к Шведской системе; к ней примкнул и Николай Иванович Новиков, а его ложа в 1779 году закрылась, и он сам переехал в Москву. Этим закончилось господство елагинской системы.

## В наши дни
Попытки возродить Устав Циннендорфа предпринимались в России и в последние годы. Так в 2005 году, в ВЛР, было принято решение о возрождение этого устава. Была учреждена ложа в Воронеже — «Святой Грааль» № 28, которая и начала с 2006 года практиковать Устав Циннендорфа. Работы по Уставу Циннендорфа в ложе «Святой Грааль» продолжались четыре года, и прекратились из-за отсутствия возможности работ в высших степенях. С 2010 года ложа «Святой Грааль» перешла на Французский устав.

## Структура устава
Устав Циннендорфа был немного реформирован в 1819 году Христианом Фридрихом Вильгельмом Карлом фон Ниттельбладтом (1779—1843), после чего устав приобрел свой нынешний вид и принятую систему классификации. Эта система из семи градусов выглядит следующим образом:

### Иоанновская ложа
- 1 градус: Ученик
- 2 градус: Подмастерье
- 3 градус: Мастер

### Андреевская ложа
- 4 градус: Ученик Св. Андрея
- 5 градус: Подмастерье Св. Андрея
- 6 градус: Мастер андреевской ложи

В андреевской ложе, степени 4 и 5 совмещены и обозначаются как степень 4/5.

### Верховный капитул
- 7 градус: Рыцарь востока
- 8 градус: Рыцарь запада
- 9 градус: Доверенный брат иоанновской ложи
- 10 градус: Доверенный брат андреевской ложи

### Почётная степень
- Светлейший брат красного креста, мастер храма, рыцарь-командор